# 有家站 (長崎縣)
有家站（日语：／ Arie eki */?）是位於長崎縣南島原市有家町中須川183番2號，島原鐵道島原鐵道線的已停用車站。

## 歷史
- 1926年（大正15年）7月2日 - 口之津鐵道車站啟用[1]。
- 1943年（昭和18年）7月1日 - 公司合併，成為島原鐵道車站。
- 1984年（昭和59年）10月1日 - 結束貨物業務。
- 1991年（平成3年）3月1日 - 現時的車站大樓竣工[2]。
- 2008年（平成20年）4月1日 - 隨著島原外港站至加津佐站之間廢止，此站也永久停用。

## 車站構造
此站是地面車站，設有2面2線的相對式月台。在車站廢止前都是有人車站。

## 車站周邊
站前為有家的市區。也是舊・有家町的町中心。
- 南島原市立有家小學（日语：南島原市立有家小学校）
- 南島原市有家科萊吉歐會堂（舊・有家町民中心）
- 南島原市立有家圖書館
- 南島原市 有家綜合分所（舊・有家町公所）
- 有家郵局
- 南島原消防署（日语：島原地域広域市町村圏組合消防本部）
- AEON（舊・吉之島）（日语：イオン九州）有家店
- 國道251號（日语：国道251号）

## 使用狀況
在此站最後的一個營業年度（2007年度），一年總乘車人次為54,079人，下車人次為50,170人。
以下為一年總乘車人次和下車人次變化。
| 年度               | 一年總 乘車人次 | 一年總 下車人次 |
| ------------------ | --------------- | --------------- |
| 1997年（平成09年） | 52,119          | 53,129          |
| 1998年（平成10年） | 58,367          | 57,482          |
| 1999年（平成11年） | 59,603          | 56,079          |
| 2000年（平成12年） | 63,138          | 58,366          |
| 2001年（平成13年） | 65,403          | 59,971          |
| 2002年（平成14年） | 65,849          | 60,947          |
| 2003年（平成15年） | 63,861          | 59,285          |
| 2004年（平成16年） | 66,261          | 63,367          |
| 2005年（平成17年） | 59,540          | 57,431          |
| 2006年（平成18年） | 55,776          | 53,299          |
| 2007年（平成19年） | 54,079          | 50,170          |

## 現狀
- 在廢線後至今，月台與車站大樓仍然存在。但是車站大樓現時成為了島鐵巴士的候車室。

## 相鄰車站
島原鐵道
島原鐵道線
蒲河－有家－西有家

## 注腳
1. ↑  「地方鉄道運輸開始」『官報』1926年7月8日（國立國會圖書館數碼化收藏）
2. ↑  《島原鐵道100年史》島原鐵道，2008年，141頁
3. ↑  第56版（平成21年）長崎統計年鑑 （页面存档备份，存于）（日語） - 長崎縣
4. ↑  長崎縣統計年鑑  （页面存档备份，存于）（日語）